# 自衛隊前駅
自衛隊前駅（じえいたいまええき）は、北海道札幌市南区澄川4条7丁目にある、札幌市交通局（札幌市営地下鉄）南北線の駅である。駅番号はN15。

## 概要
当駅の南側（真駒内方）から南車両基地への出入庫線が分岐している。このため、麻生発当駅止まりの列車が平日の朝8時台に1本、9時台に4本運行されており、乗客を降ろした後に回送列車として同基地へ入庫する。駅構造の都合上、真駒内駅〜南車両基地間を出入庫する車両は当駅のホーム上で折り返す。かつては当駅発麻生行きの列車も運行されていたが、現在は非常時および臨時列車を除く全ての列車が南車両基地から出庫後、真駒内駅まで回送されてから麻生行きとして営業運転に入る。2014年9月14日までは「南北線乗務区」が併設されていて、当駅で乗務員の交代が行われていた。（現在「南北線乗務区」は、大通駅に移転しており、乗務員交代は大通駅で行われている。）
駅名は、近隣に所在する陸上自衛隊真駒内駐屯地に由来する。同駐屯地は2005年（平成17年）までさっぽろ雪まつりの真駒内会場として開放されており、当駅はその最寄駅としての役割も持っていた。そのため、雪まつり期間中は真駒内会場の出入口に同駅の臨時券売所が設けられていた。
駅スタンプは自衛隊前駅のイニシャルJの中に札幌市交通資料館が描かれている。

## 歴史
- 1971年（昭和46年）12月16日 - 札幌市営地下鉄南北線の北24条駅〜真駒内駅間開業に伴い、設置。
- 2006年（平成18年）1月26日 - 駅番号 (N15) を設定[2]。
- 2013年（平成25年）2月19日 - 可動式ホーム柵が稼働開始[3][4]。
- 2015年（平成27年）6月上旬〜2016年（平成28年）12月下旬頃 - 耐震改修工事・減築工事・エレベーター更新工事を実施[5][6]。これに伴い、真駒内方面エレベーターは2015年（平成27年）8月1日〜2016年（平成28年）5月31日、麻生方面エレベーターは2016年（平成28年）6月1日〜12月下旬頃まで使用停止[5]。

## 駅構造
2面2線相対式ホームの高架駅。1階に改札口、2階にホームがある。南北線南端部分の高架区間で唯一の対向式ホームであり、それぞれのホームと改札の間にはエレベーターが設置されている。また、前述の通り当駅の南側には南車両基地への出入庫線と、南行きから北行き方への片渡り転轍機がある。
駅は南北に長く、東出入口と西出入口がある。精進川と斜めに交差する位置にあり、ホームの南半分が川の上にかかっている。以前は、ホームへ上る階段をさらに上がると南北線乗務区があった。
東側（南行）ホームの外側にシャッターで閉じられた階段があり、さっぽろ雪まつり期間中はこれを降りたところに臨時改札口が設けられた。この階段は真駒内駐屯地が雪まつり会場として使用されなくなってからは出入口が資材搬入口に用いられ、2015年（平成27年）の駅耐震工事に伴い撤去された。
精進川を挟んで南側の高架下には札幌市交通資料館が設けられ、旧型のバスや電車やかつての制服・きっぷなど、市営交通の歴史を物語る資料が展示されている。

### のりば
| ホーム | 路線   | 行先                     |
| ------ | ------ | ------------------------ |
| 1      | 南北線 | 真駒内方面               |
| 2      | 南北線 | 大通・さっぽろ・麻生方面 |

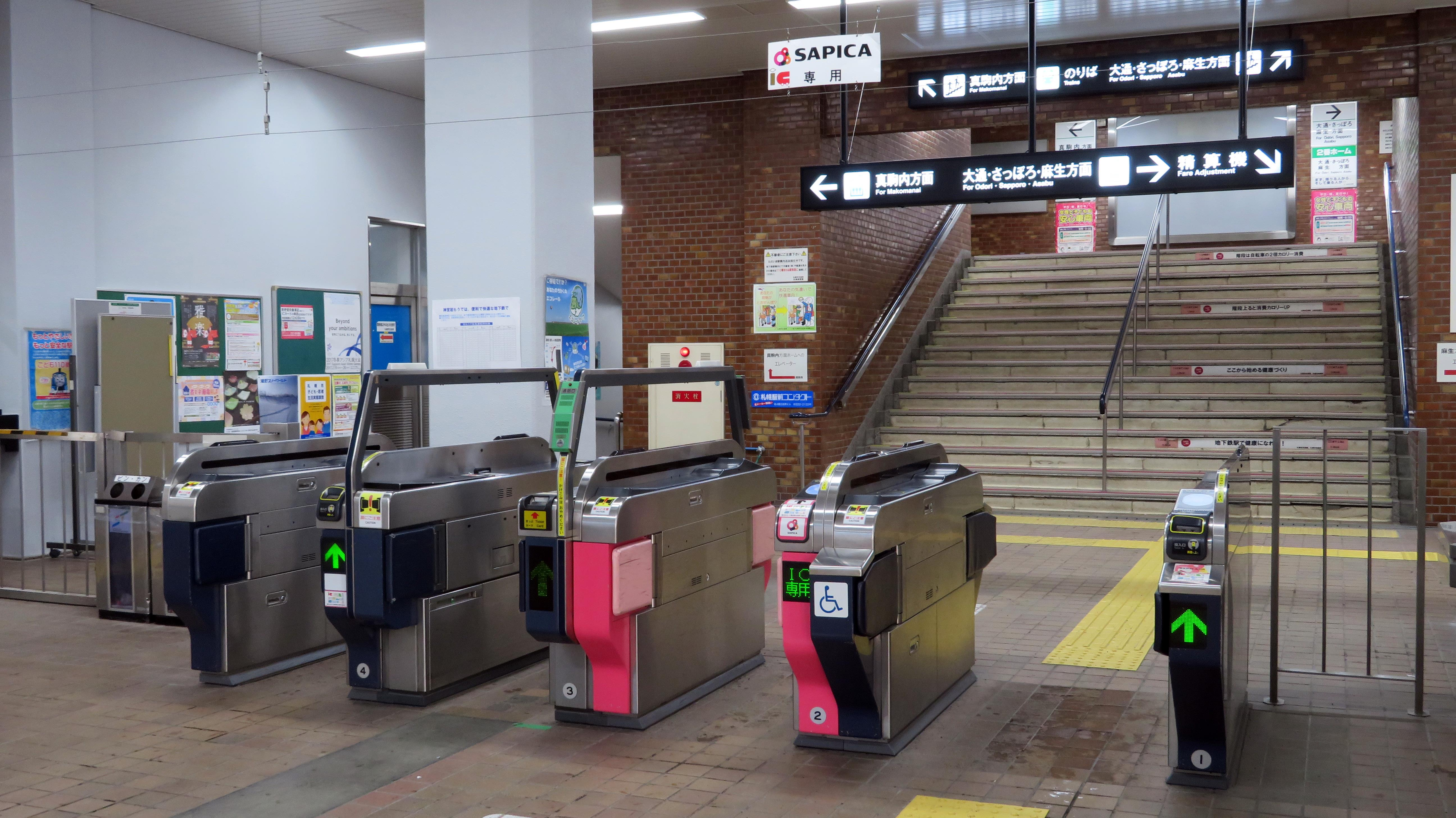
改札口
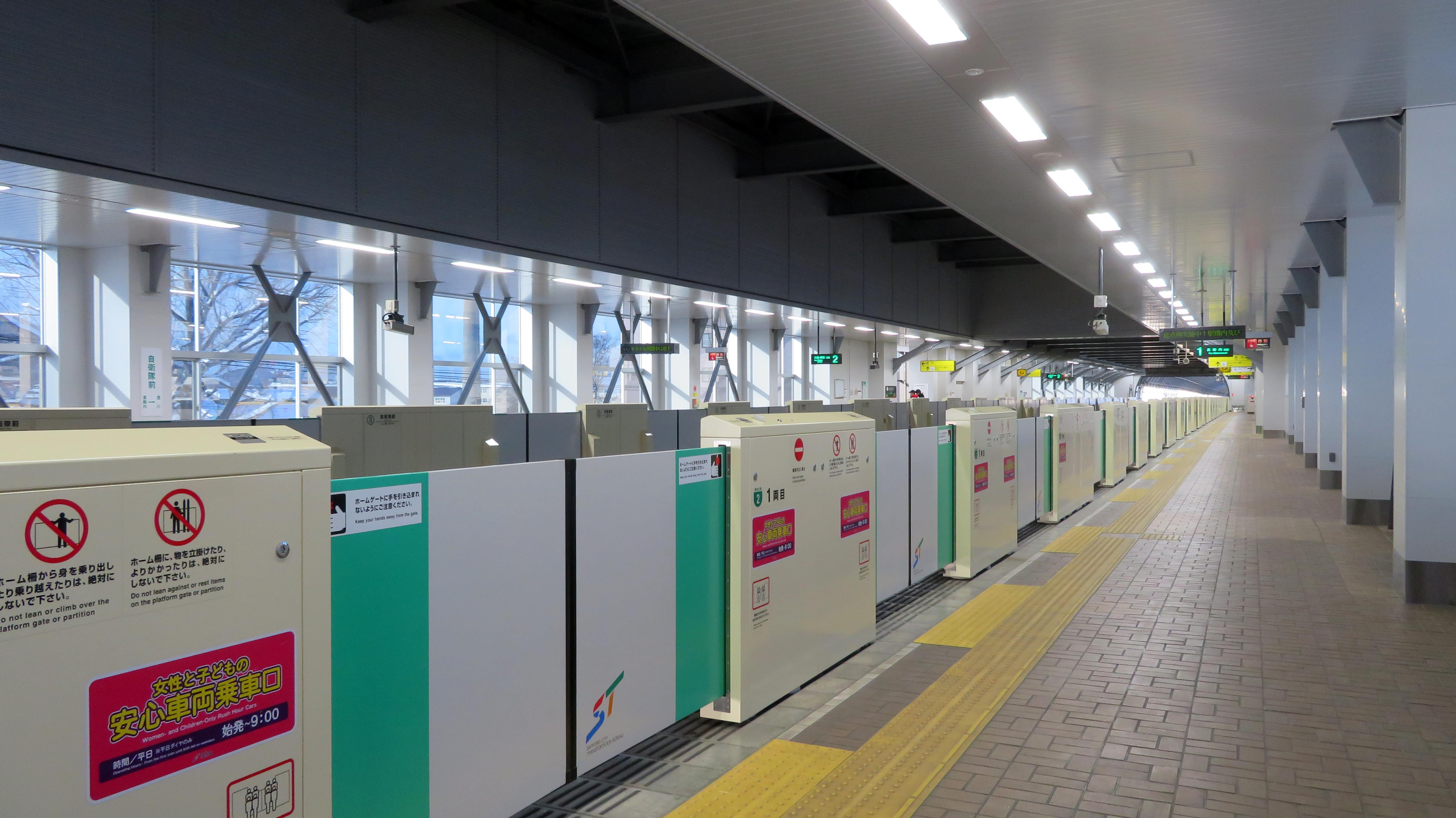
ホーム
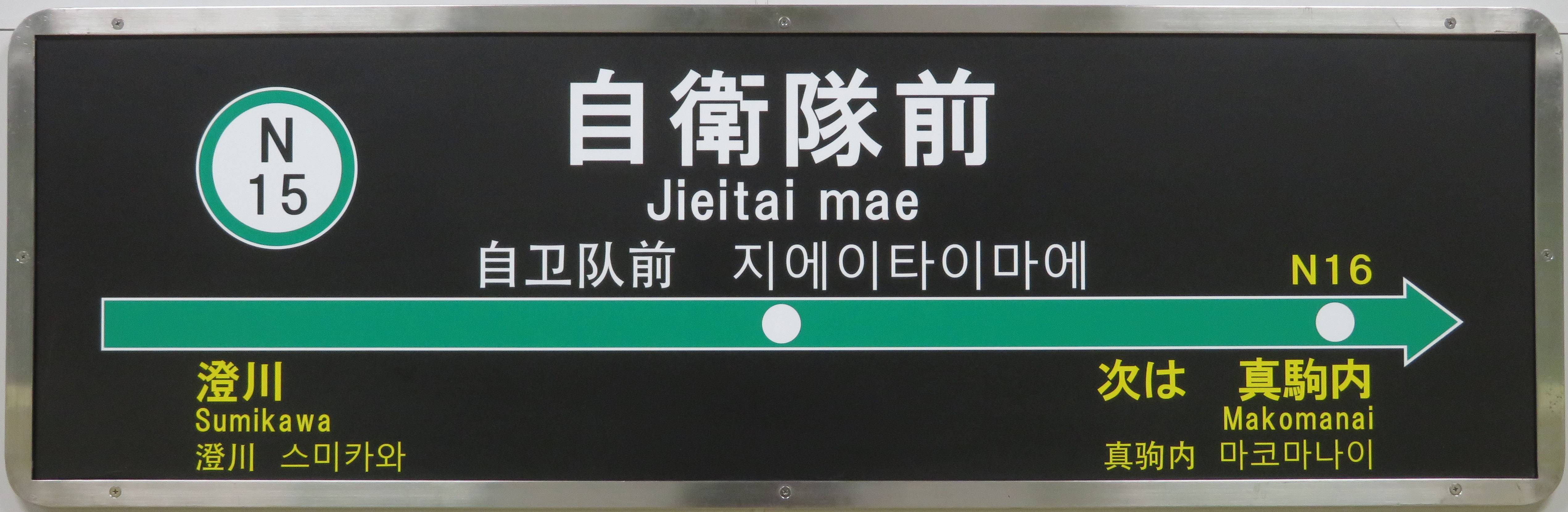
駅名標
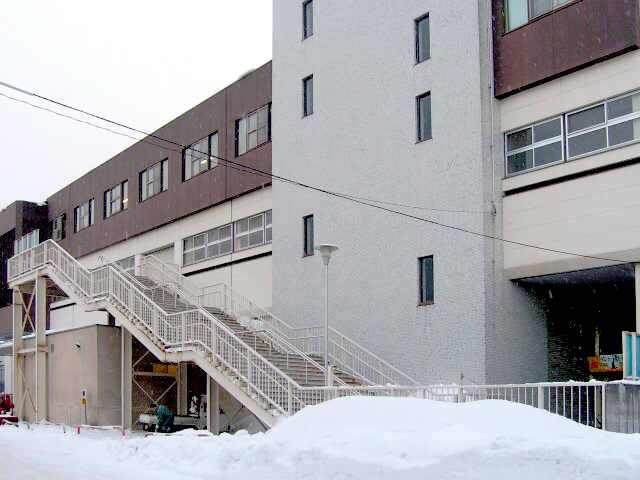
さっぽろ雪まつりの際臨時出口として使用されていた階段（2005年2月 現在は撤去）

## 利用状況
札幌市交通局によると、2020年度の1日平均乗車人員は2,432人であり、これは南北線の駅ならびに札幌市営地下鉄全駅の中で最も少ない。
| 年度   | 1日平均 乗車人員 | 出典   |
| ------ | ---------------- | ------ |
| 1998年 | 4,890            | [ 9 ]  |
| 1999年 | 4,614            | [ 9 ]  |
| 2000年 | 4,364            | [ 9 ]  |
| 2001年 | 4,299            | [ 9 ]  |
| 2002年 | 4,251            | [ 9 ]  |
| 2003年 | 4,145            | [ 9 ]  |
| 2004年 | 4,215            | [ 9 ]  |
| 2005年 | 4,046            | [ 9 ]  |
| 2006年 | 3,990            | [ 9 ]  |
| 2007年 | 3,954            | [ 9 ]  |
| 2008年 | 3,801            | [ 9 ]  |
| 2009年 | 3,664            | [ 9 ]  |
| 2010年 | 3,528            | [ 9 ]  |
| 2011年 | 3,561            | [ 9 ]  |
| 2012年 | 3,610            | [ 9 ]  |
| 2013年 | 3,659            | [ 10 ] |
| 2014年 | 3,557            | [ 10 ] |
| 2015年 | 3,434            | [ 10 ] |
| 2016年 | 3,385            | [ 10 ] |
| 2017年 | 3,442            | [ 11 ] |
| 2018年 | 3,396            | [ 12 ] |
| 2019年 | 3,325            | [ 13 ] |
| 2020年 | 2,432            | [ 8 ]  |

## 駅周辺
西出入口に面して平岸通が走る。通りをはさんで、陸上自衛隊真駒内駐屯地がある。東と北西には住宅地が広がる。
東出入口（澄川4条7丁目）
- 札幌振興公社自衛隊前駐車場[7]
- 学校法人札幌慈恵学園
  - 札幌新陽高等学校[7] - 旧・札幌慈恵女子高等学校
- 札幌市立澄川中学校[7]
- 木挽山

西出入口（澄川4条7丁目）
- 平岸通
- 札幌振興公社自衛隊前パークアンドライド駐車場[7]
- 陸上自衛隊真駒内駐屯地[7]
- 札幌市交通資料館[7]
- 札幌市消防局南消防署澄川出張所[7]
- 札幌市交通局高速電車南車両基地真駒内工場[7]
- 札幌澄川南郵便局
- 札幌市立澄川西小学校[7]
- 北海道真駒内養護学校[7]
- 学校法人経専学園学園本部
  - 経専北海道観光専門学校
  - 経専医療事務薬業専門学校
  - 経専北海道どうぶつ専門学校
  - 経専北海道保育専門学校
- 東光ストア 自衛隊駅前店

### バス路線
当駅と接続するバス路線は運行されていない。

## 隣の駅
- 当駅から真駒内駅間は1.7kmとなっており、札幌市営地下鉄の駅間では最も長くなっている[14]。

札幌市営地下鉄
 南北線
澄川駅 (N14) - 自衛隊前駅 (N15) - 真駒内駅 (N16)